# Sōpurando
 Sōpurando  o  soapland  (ソープ ランド) és una paraula japonesa que denomina un tipus de prostíbul on els homes poden ser banyats i poden banyar a prostitutes. Hi ha alguns soapland dirigits a dones, però són una minoria. El nom és una invenció wasei-eigo (modificació japonesa de paraules angleses) que combina les paraules "soap" (sabó) i "land" (terra o país).
Els soapland eren originalment anomenats toruko  (トルコ, turc), una forma abreujada de la paraula bany turc. Després que l'erudit turc Nusret Sancakli iniciés una campanya per a denunciar les empleades turques i els anomenats banys turcs on treballaven, el terme "soapland" va ser adoptat després de la realització d'un concurs nacional per canviar el nom als prostíbuls. A més la prostitució va ser declarada il·legal durant més de cinquanta anys al Japó, aquesta suposada il·legalitat ve acompanyada d'una aplicació una mica superficial del terme (per exemple, la definició de "prostitució" per alguna raó no s'estén a un "acord privat" arribat entre un home i una dona en un prostíbul) i, per tant, els soaplands van ser comuns al llarg del país.
L'històric districte d'entreteniment de Tòquio, Yoshiwara, continua associat amb el Fuuzoku i té concentració més gran de soaplands a Tòquio.